# Ato Complementar
Os atos complementares podem ser baixados juntamente com decretos-lei, à qualquer momento, sob a alegação de assuntos relativos à segurança nacional. Desta maneira, todas as instituições ficam subordinadas ao Conselho de Segurança Nacional, que passa a baixar diretrizes, aconselhando ao presidente de que forma o executivo deve se comportar perante a nação.